# Dreamcast
Il Dreamcast è una console per videogiochi a 32-bit prodotta da SEGA tra il 1998 e il 2001, commercializzata in Giappone a partire dal 27 novembre 1998, il 9 settembre 1999 in America del Nord e il 14 ottobre 1999 in Europa.
Dreamcast è stata la prima console di sesta generazione, seguita successivamente da PlayStation 2, GameCube e Xbox. È stata, inoltre, l'ultima console domestica di SEGA, segnando la fine dei suoi 18 anni di presenza nel mercato dei sistemi console d'intrattenimento casalingo.
Contrariamente al costoso e criticato hardware del Sega Saturn, il Dreamcast venne progettato con componenti più omologati per ridurre i costi, tra cui una CPU Hitachi SuperH 4 e una GPU NEC PowerVR. La pubblicazione in Giappone portò a una discreta accoglienza, mentre negli Stati Uniti la console godette di successo supportato da una grande campagna di marketing, ma l'interesse sarebbe poi costantemente diminuito a causa dell'aspettativa generata da Sony intorno a PlayStation 2. Le vendite non soddisfecero le aspettative di SEGA, nonostante diversi tagli dei prezzi, e la società continuò a subire significative perdite finanziarie. Dopo un cambio di leadership, SEGA interruppe la produzione del Dreamcast il 31 marzo 2001, ritirandosi dallo sviluppo di console e ristrutturandosi come sviluppatore e publisher di terze parti. Circa 9,13 milioni di unità Dreamcast vennero vendute in tutto il mondo.
Sebbene Dreamcast ebbe vita breve e un supporto limitato dalle terze parti, la stampa specializzata e gli esperti di settore l'avrebbero considerata, nel tempo, una console avveniristica, innovativa e in anticipo sui tempi. La sua libreria contiene molti giochi considerati creativi e innovativi, tra cui Crazy Taxi, Jet Set Radio e Shenmue, oltre a conversioni di alta qualità quali ad esempio quelle provenienti dal sistema arcade Sega NAOMI. Dreamcast fu anche la prima console a includere un modem integrato per il supporto di Internet e il gioco in rete.

## Storia

### Crisi delle vendite del Sega Saturn
Nonostante l'iniziale successo del Sega Saturn, politiche e strategie di marketing e di vendita fallimentari misero un freno alle vendite delle console SEGA, superate da quelle della PlayStation. Nel mercato statunitense, in particolare, la piattaforma concorrente della SEGA venne immessa sul mercato a un prezzo inferiore rispetto al Saturn. Tra le altre motivazioni che spinsero la console a raccogliere meno favore tra il pubblico rispetto alle rivali PlayStation e Nintendo 64 furono uno scarso numero di titoli, compresa l'iniziale assenza di un videogioco dedicato alla mascotte Sonic the Hedgehog, e la difficoltà da parte di sviluppatori di terze parti di sviluppare giochi per il Saturn a causa della sua complessa architettura.

### Sviluppo di una nuova macchina

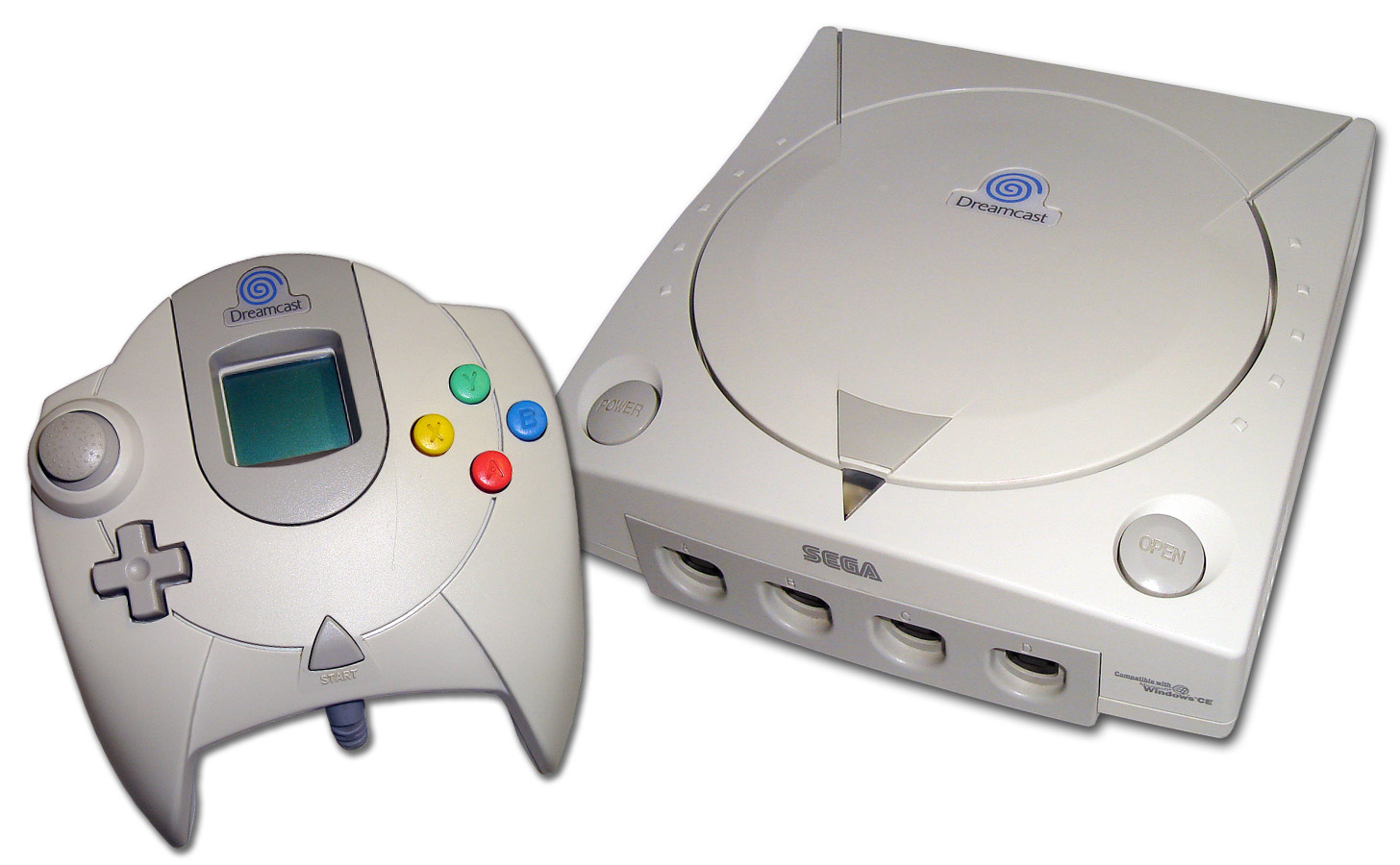
Dreamcast PAL con controller: su entrambi è presente il logo di colore blu invece di quello arancione

Per via delle gravi perdite economiche, al fine di minimizzare i costi, si decise di utilizzare componenti off-the-shelf per sviluppare una nuova console che avrebbe dovuto riabilitare la società giapponese. In seguito alla ristrutturazione dell'azienda, si formarono due team di sviluppo che avrebbero prodotto la nuova piattaforma: il primo denominato "Blackbelt" con base statunitense guidato dall'ex-IBM Tatsuo Yamamoto, il secondo sotto la supervisione di Hideki Sato, già creatore del Sega Genesis, con il nome in codice "Dural". Il team giapponese guidato da Sato sviluppò il prototipo del Dreamcast, internamente denominata "Katana".

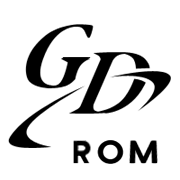
Logo del supporto GD-ROM

Il team di Yamamoto aveva inizialmente optato per un PowerPC 603e dotato di scheda video Voodoo 3, mentre la console progettata da Sato montava un microprocessore Hitachi SuperH 4 a 32 bit. Nonostante quest'ultima montasse un chipset grafico PowerVR meno potente di quello prodotto da 3dfx presente nel prototipo statunitense, la scelta di escludere la società californiana fu dovuta al fatto che nel 1997, all'interno della sua offerta pubblica iniziale, 3dfx dovette pubblicamente rivelare il progetto di SEGA di lanciare una nuova console domestica sul mercato basata su un proprio chipset. Questa decisione portò a una battaglia legale tra 3dfx, SEGA e NEC. La scelta fu criticata anche da Electronic Arts, che aveva azioni della 3dfx, reputando il prodotto di PowerVR inferiore e decidendo di non sviluppare giochi per la nuova piattaforma, nonostante avesse prodotto in passato un grande numero di titoli per Sega Genesis e altre console SEGA precedenti al Dreamcast.
Oltre al supporto delle giapponesi NEC e Hitachi, SEGA ha collaborato con Yamaha per lo sviluppo del GD-ROM. Nonostante la parziale compatibilità con il lettori CD-ROM, il supporto licenziato da SEGA poteva contenere fino a un 1 GB di dati. La console era inoltre in grado di leggere MIL CD, un tipo di compact disc ottimizzato per la musica. L'assenza del supporto al formato DVD è stata una scelta dettata dal costo della nuova tecnologia. Per venire incontro alle richieste dei sviluppatori DirectX è stata inoltre resa disponibile una versione di Windows CE per Dreamcast. Lo sviluppo di un sistema operativo da parte di Microsoft per la piattaforma SEGA è stato interpretato come un tentativo di entrare nel mercato delle console domestiche.

### Lancio sul mercato e vendite

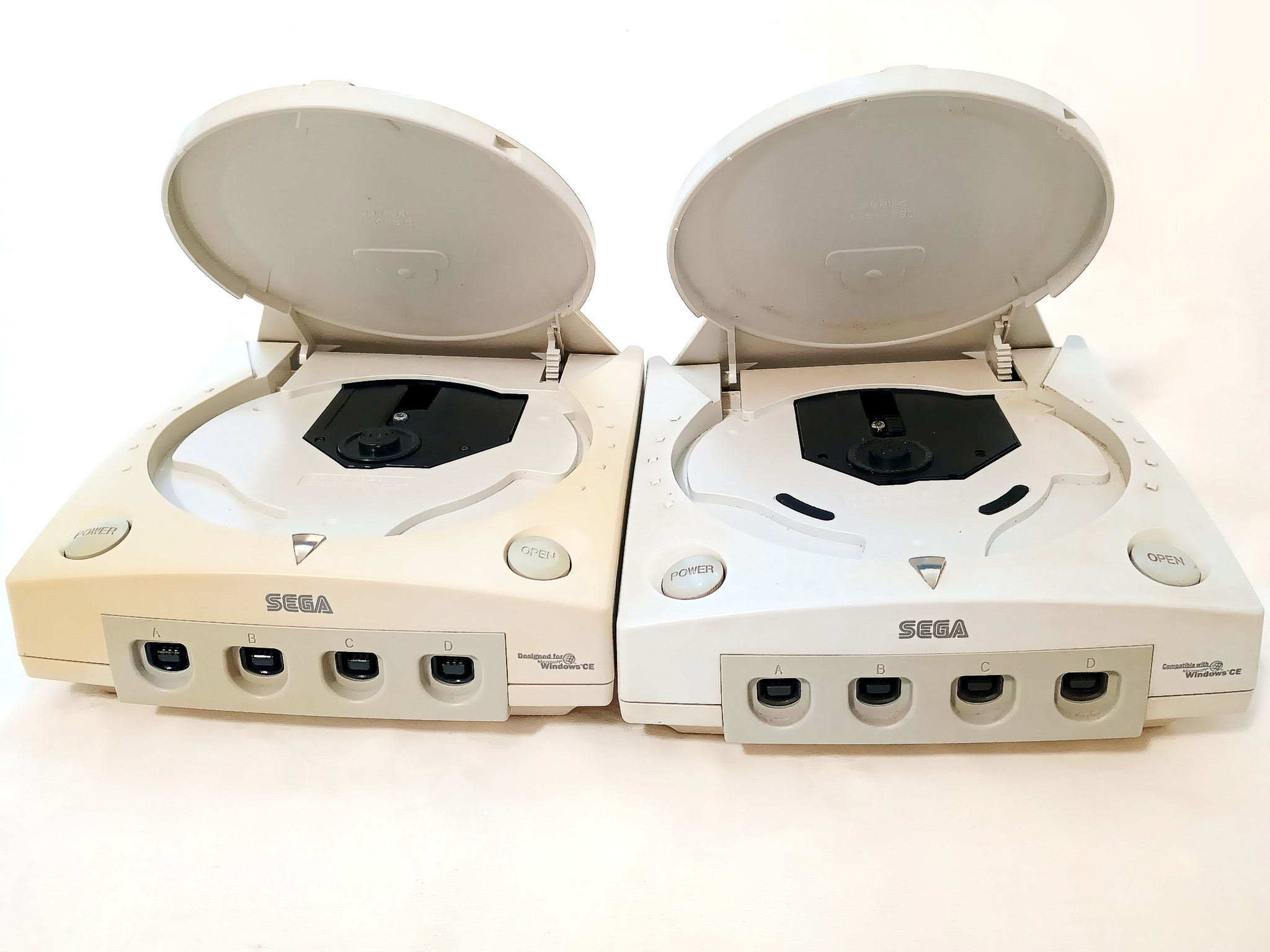
Confronto diretto tra due console Dreamcast VA0 e VA1, si possono notare le differenze nel vano disco e frontalmente sulla scritta Windows CE

Il Dreamcast venne lanciato nel mercato giapponese il 27 novembre 1998, con il logo di colore arancione. A causa della penuria di componenti, il lancio negli Stati Uniti d'America venne fissato solamente l'anno seguente, nella simbolica data del 9 settembre 1999 al prezzo di 199,99 dollari,  con il logo di colore rosso. La console venne distribuita in Europa il 14 ottobre dello stesso anno, con il logo di colore blu, secondo alcuni a causa della somiglianza del marchio originale con il simbolo della compagnia tedesca Tivola. La creazione del logo e del nome della console sono attribuiti a Kenji Eno.
In Giappone vennero pubblicati solamente quattro titoli al lancio della console (Virtua Fighter 3tb, Godzilla Generations, Pen Pen TriIcelon e July). Nel mercato statunitense arrivarono 18 videogiochi di diverso genere: da platform a sparatutto, passando per videogiochi sportivi, inclusi diversi simulatori di guida. L'obiettivo di SEGA era vendere oltre 1 milione di console sul suolo nipponico entro febbraio del 1999, tuttavia il traguardo non venne raggiunto neppure l'anno successivo: al 31 marzo 2000 il numero di Dreamcast vendute nel mercato giapponese era 950 000.
Nonostante il discreto entusiasmo con cui fu accolta nel mercato giapponese, negli Stati Uniti il Dreamcast riscosse grande successo con circa 300 000 preordini e oltre 500 000 unità vendute nel giro di due settimane dal lancio, superando il risultato precedente ottenuto da Sony al lancio della PlayStation. Nel novembre 1999 SEGA annunciava di aver raggiunto il traguardo di un milione di Dreamcast vendute nel continente americano e in Europa le vendite avessero raggiunto le 400 000 unità a distanza di un mese dal lancio, sebbene la console rivale dominasse ancora il mercato. Il successo nel primo anno di vita della console è stato attribuito alla pubblicazione di giochi quali Soulcalibur, Sonic Adventure, Power Stone e Hydro Thunder e la presenza di numerosi videogiochi sportivi pubblicati da SEGA.

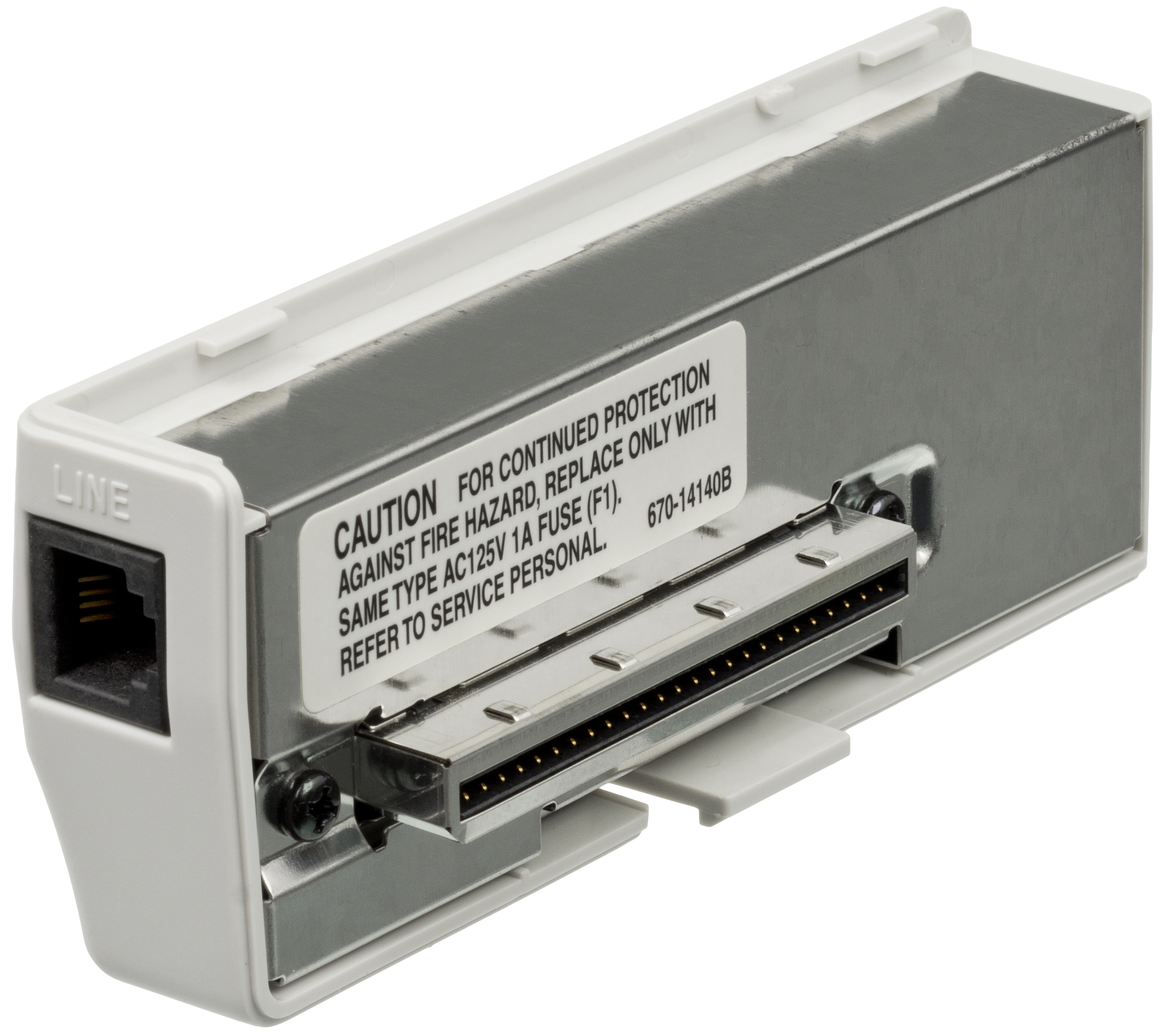
Modem a incluso nella versione statunitense del Dreamcast

Oltre alla capacità di eseguire una versione adattata di Windows CE, il Dreamcast dispone di un modem integrato a 56 kbit/s (33 kbit/s per la versione PAL). Nonostante la crescita del gioco in rete nel mercato statunitense, la decisione di rendere la piattaforma la prima console online-ready era dovuta alla popolarità di Internet tra gli utilizzatori di personal computer. In Giappone Sega distribuì l'Internet Starter Kit comprensivo di mouse e tastiera.

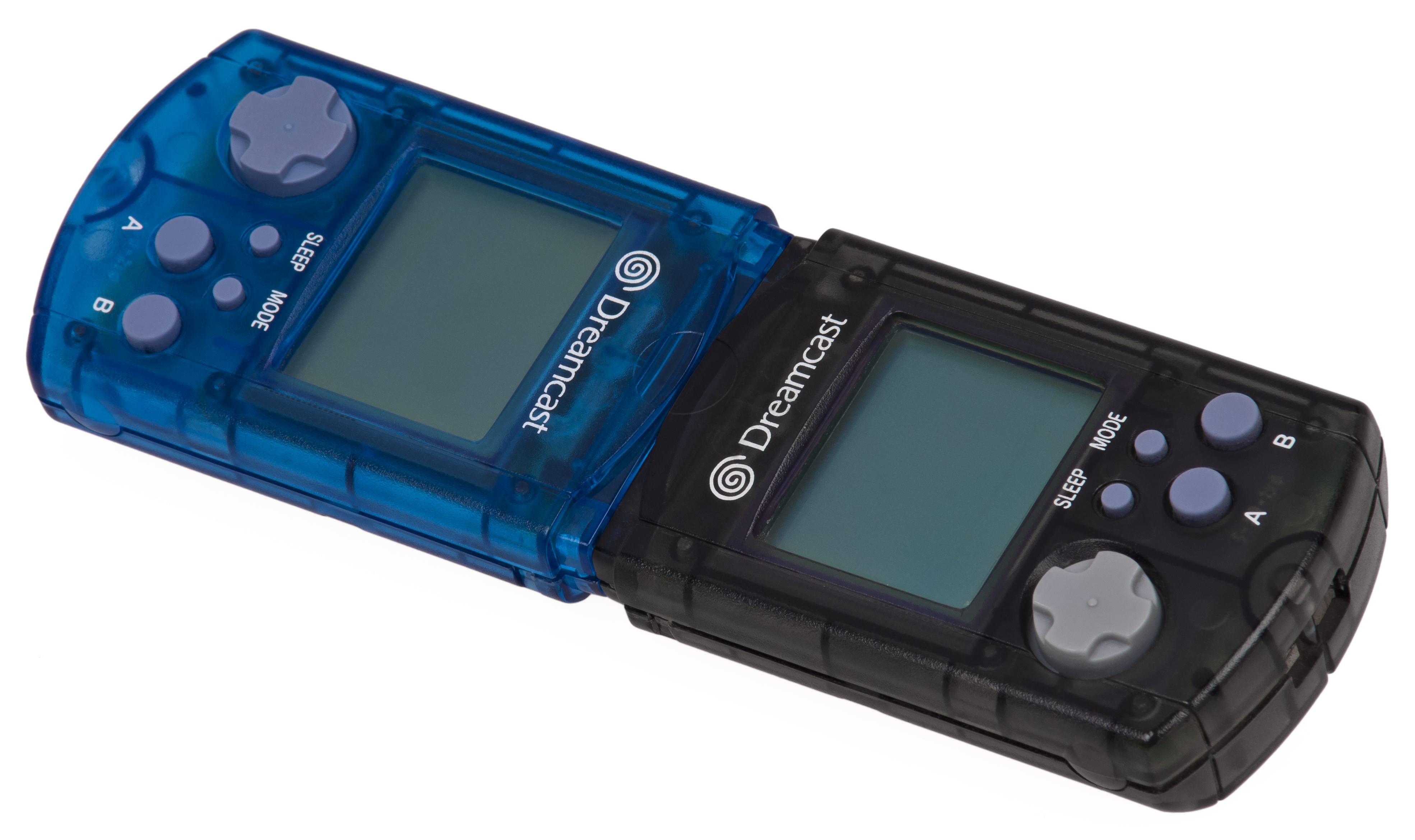
Due Visual Memory Unit. Connesse tra di loro, le VMU potevano essere utilizzate per trasmissione di dati

Oltre alla possibilità di connettersi alla rete, uno degli aspetti che differenziavano Dreamcast dalle altre console presenti sul mercato era la Visual Memory Unit (VMU). La VMU era una scheda di memoria da 128 kB dotata di uno schermo LCD che, oltre a permettere la gestione dei salvataggi, poteva essere utilizzato dalla console come display ausiliario o addirittura ospitare interi giochi.
Grazie a una diminuzione di prezzo e a problemi nella distribuzione della PlayStation 2, le vendite aumentarono del 156.5% tra il 23 giugno e il 30 settembre del 2000, ma raggiunsero una riduzione in concomitanza delle festività natalizie dello stesso anno, periodo nel quale venne superata dalla concorrente.

### Dismissione
Dopo alcune iniziali indiscrezioni, il 31 gennaio 2001, SEGA annunciò che la produzione del Dreamcast sarebbe terminata a marzo dello stesso anno, adducendo problematiche per la realizzazione contemporanea di software e hardware. Era chiaro dunque che il Dreamcast effettivamente continuò a riscuotere il successo commerciale, che trovò il proprio limite a causa delle gravi perdite finanziarie subite da SEGA, dopo il Saturn sul quale investì buona parte del proprio capitale, e che non potevano essere risanate durante il periodo di concorrenza con Sony. La vita della console avrebbe comunque potuto dilungarsi se solo per il primo trimestre del 2001 avesse superato minimo le 7,5 milioni di unità vendute; sfortunatamente però per quel periodo Dreamcast ne aveva fatte registrare 4,5 milioni. Durante il 2002, SEGA ridusse il prezzo di listino del Dreamcast fino ad arrivare a 99,99 dollari.
Peter Moore, a quel tempo capo della divisione nordamericana della società, diede successivamente testimonianza dell'ultimo periodo vissuto da Dreamcast, affermando: «Furono 18 mesi tremendi. Dreamcast era in ascesa e pensavamo davvero di potercela fare. Ma poi dal Giappone arrivò la conferma di dover guadagnare centinaia di milioni di dollari entro il periodo natalizio e vendere milioni di unità hardware, altrimenti non avremmo potuto sostenere i costi. Quindi, il 31 gennaio 2001, decidemmo che SEGA avrebbe smesso di produrre hardware. Vendevamo 50 000 unità al giorno, poi 60 000, poi ancora 100 000, ma non era sufficiente per resistere all'impatto con il lancio di PlayStation 2. In qualche modo dovetti fare quella chiamata: licenziare un sacco di gente. Non fu un bel giorno».
Tra gli ultimi giochi Dreamcast figura 90 Minutes (2001-2002) ma l'ultimo in assoluto, "Karous", uscì nel 2007.

## Controlli e accessori

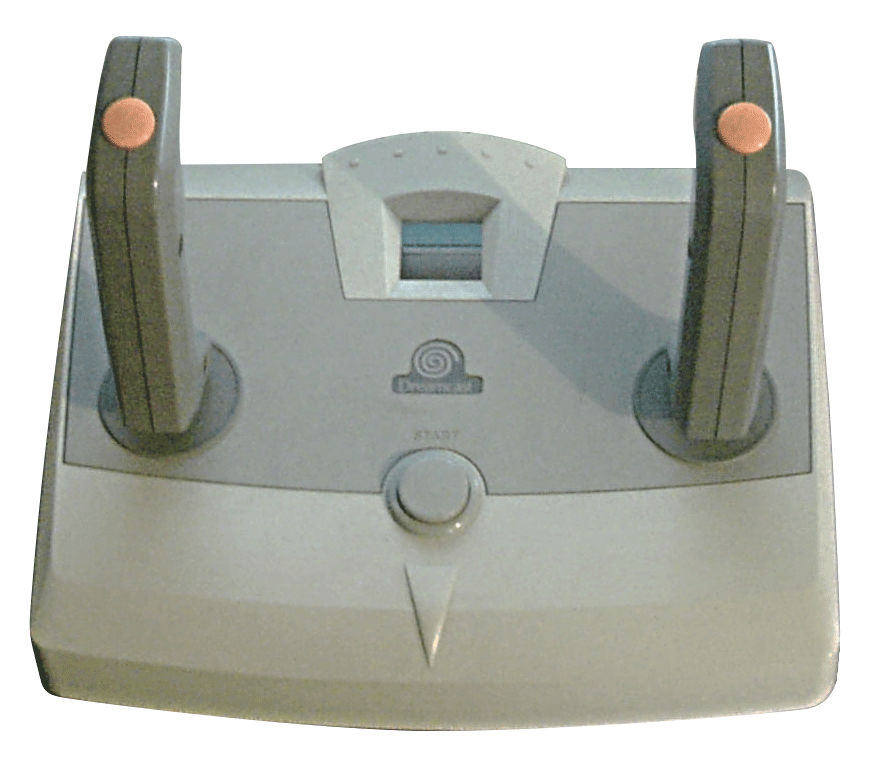
Dreamcast Twin Stick

Per la console vennero realizzate molte periferiche, sia originali che compatibili, tra le originali si ha il gamepad, che può essere munito di accessori ufficiali (Visual Memory Unit e Jump Pack), ma che accetta anche accessori non ufficiali, inoltre tra gli accessori ufficiali si ha la pistola ottica, la tastiera e mouse, questi ultimi vennero prodotti per giochi come Quake III.

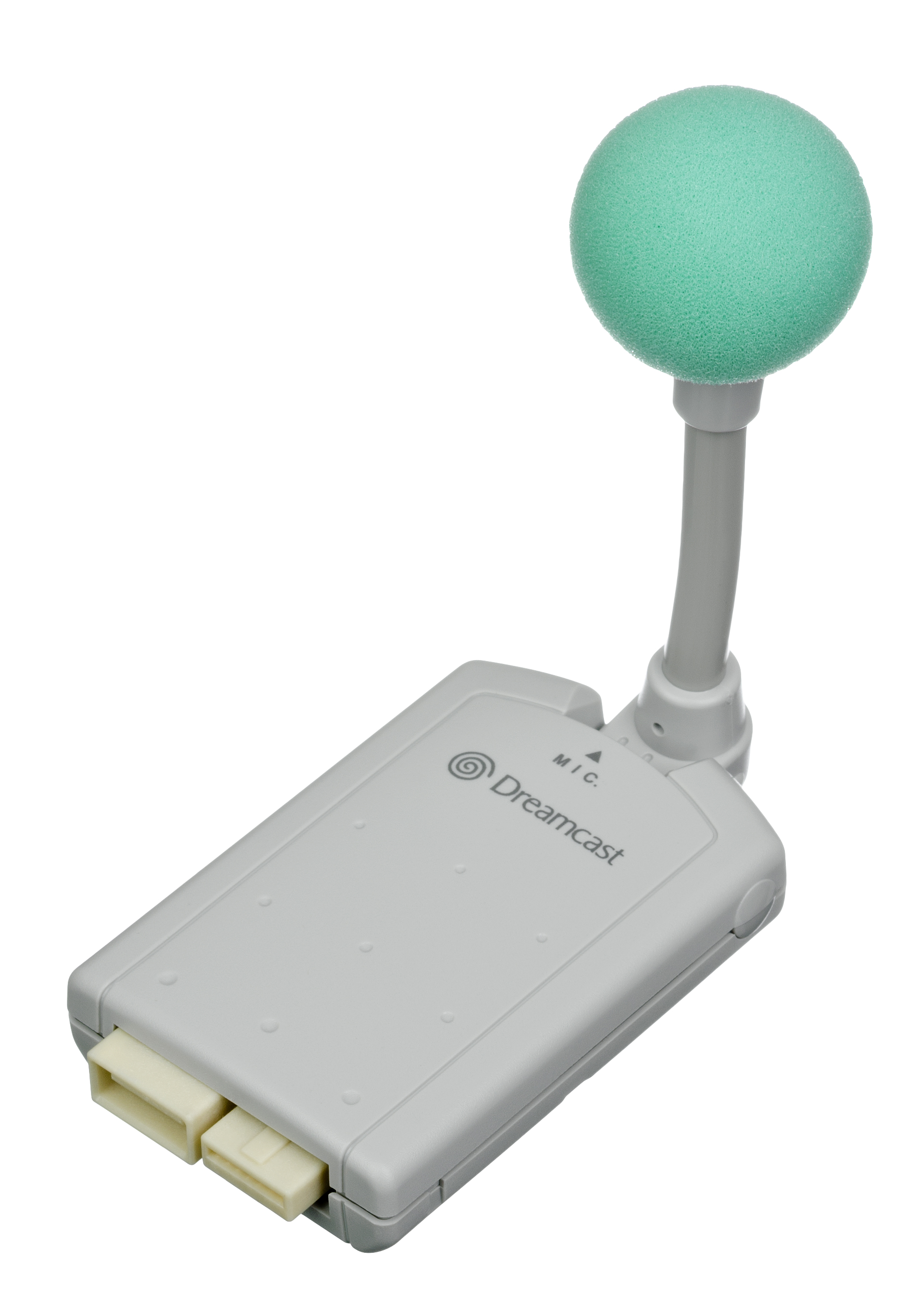
Dreamcast Microphone

Altro gamepad ufficiale era il Dreamcast Twin Stick e rilasciato solo in Giappone, studiato per Cyber Troopers Virtual-On: Oratorio Tangram e compatibile con una manciata di titoli, quali Rez, Virtua Tennis, Outtrigger, Frame Gride, Rush Rush Rally Racing, Sega Rally 2, Soul Calibur e Ikaruga.
Venne realizzata anche una cam "Sega Dreamcast Dreameye" sia come accessorio ufficiale, inoltre la maggior parte dei controller ufficiali vennero realizzati anche per la serie speciale Fuji Divers 2000 CX-1 realizzata per il solo mercato giapponese, altri accessori di comunicazione erano il microfono da collegare al pad.
Per quanto concerne le periferiche compatibili si ha anche la presenza di controller a forma di canna da pesca della Mad Catz e che replica in modo quasi fedele le forme del controller da pesca ufficiale, utilizzato unicamente per i titoli di gioco da pesca sportivi, la stessa ditta e una sua concorrente (Agetec) realizzarono anche un volante per i titoli di guida.
Tra gli accessori più particolari vi è il "Trance Vibrator" utilizzato con il solo gioco REZ, il quale genera vibrazioni in base agli impatti in gioco.

## Kit di sviluppo e versioni speciali

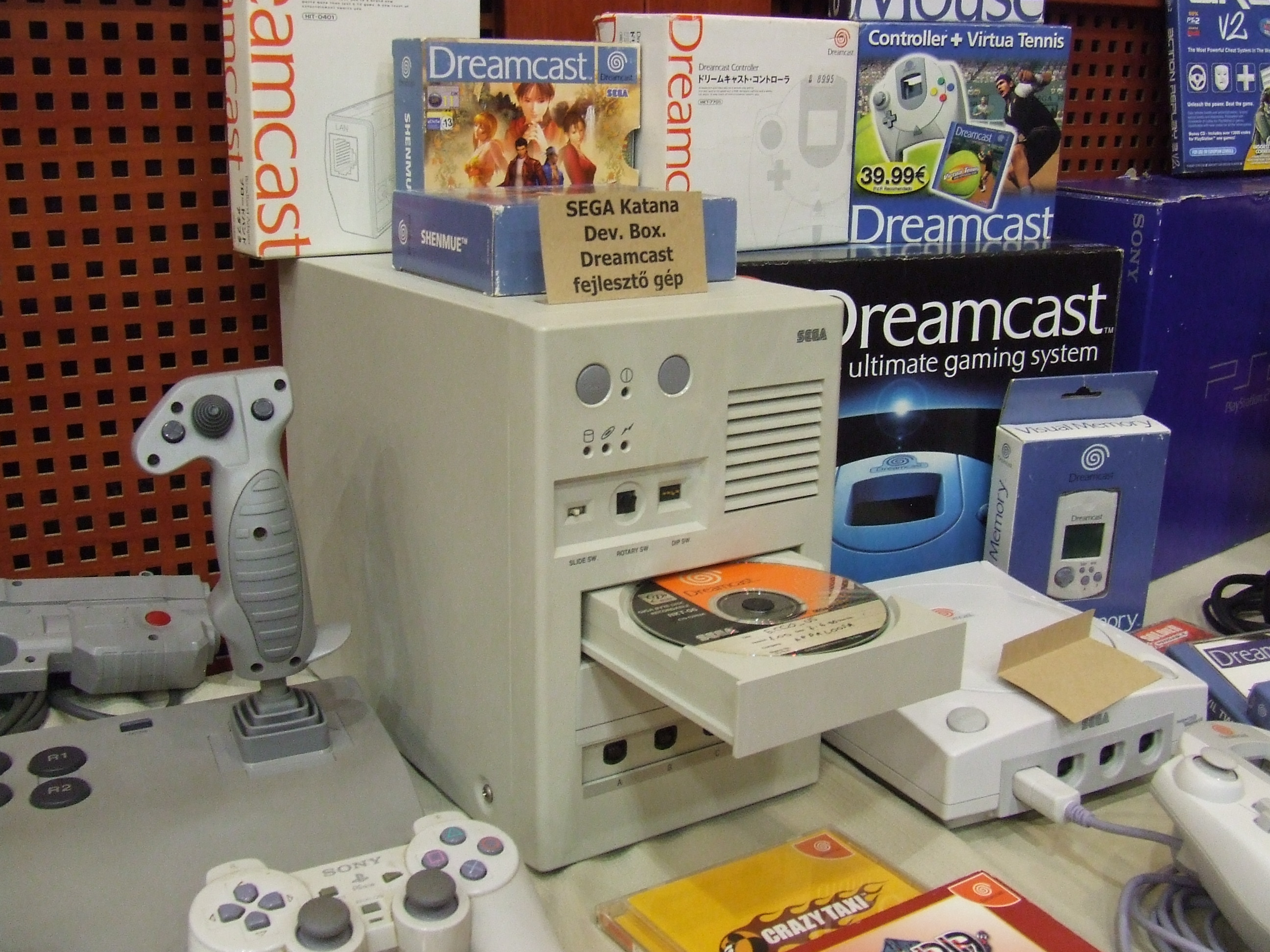
Sega Katana Developer Box

Il kit di sviluppo dedicato ai produttori di videogiochi ha l'aspetto di un PC compatto del tipo Mini-tower e prende il nome di "Dev Kit Katana Dreamcast", questo PC era munito di lettore ottico, delle 4 porte per collegare i controller e di vari pulsanti, atti a simulare i tasti della console.
Nel 2000 per il solo mercato giapponese, venne rilasciato il "Divers 2000 Series CX-1", realizzato tramite un accordo con la Fuji, in pratica è una console inglobata in un televisore CRT 4:3, dalla forma inusuale simil goccia e con illuminazione a fini estetici, data la sua doppia funzione il televisore/console era munito oltre alle porte delle console, le quali sono disposte alla base dello schermo e del lettore ottico con sportellino ribaltabile (come nella console originaria) alla sommità del dispositivo, anche di porte audio e video nella zona posteriore, sia in ingresso che uscita.

## Videogiochi
I videogiochi usciti per Dreamcast sono oltre 600, una parte consistente dei quali pubblicata ufficialmente soltanto in Giappone.
Tra i titoli di lancio del Dreamcast figurano Soulcalibur, Sonic Adventure e The House of the Dead 2.
La rivista The Games Machine, in una selezione di dieci giochi rappresentativi della console, inserisce Sonic Adventure, Shenmue (progetto open world estremamente ambizioso), Soulcalibur (killer application del Dreamcast, uno dei migliori picchiaduro della storia, tecnicamente superiore anche all'originale arcade), Resident Evil: Code Veronica, Skies of Arcadia, Street Fighter III: 3rd Strike, Jet Set Radio (pioniere della tecnica cel-shading), Phantasy Star Online (maggior responsabile della diffusione del gioco online su Dreamcast), Sakura taisen 3 - Pari wa moeteiru ka, Ikaruga.
In una classifica della rivista Retro Gamer, oltre a molti dei precedenti vennero nominati Shenmue II, The House of the Dead 2, Rez, Crazy Taxi, Metropolis Street Racer, ChuChu Rocket!, Power Stone 2, Sega Marine Fishing, Samba de Amigo, Marvel vs. Capcom 2, Space Channel 5, Le Mans 24 Hours, Confidential Mission, Virtua Tennis 2, The Typing of the Dead, Dynamite Cop, Toy Commander.
Vi sono anche alcuni celebri giochi che originariamente avrebbero dovuto essere pubblicati per Dreamcast, tra cui gli sparatutto in prima persona Half-Life nel 2000 e System Shock 2 nel 2001; entrambi i progetti furono abbandonati in quanto nel 2001 la console uscì di produzione. Half-Life avrebbe dovuto subire notevoli miglioramenti rispetto alla versione per computer, con un numero maggiore di poligoni, nuove texture e animazioni; mentre di System Shock 2 esiste solo una demo scarsamente ottimizzata.

## Eredità videoludica e contributo al settore
Alcune caratteristiche presenti nel Dreamcast sono state riprese dagli altri produttori di console, e considerate come standard. Il modem (incluso con la console) consentiva agli utenti di navigare in rete, di giocare on-line tramite server dedicati e acquistare DLC tramite Dreamarena, precursore di servizi come Xbox Live e PlayStation Network. Per queste ragioni, e altre, Dreamcast è stato posizionato all'8º posto nella lista delle "25 migliori console d'ogni tempo", creata da IGN, precedendo sistemi da gioco come Xbox, PlayStation 3, Sega Saturn, Nintendo 64, GameCube e Wii. Nel 2003 invece, GameSpy, inserì la pubblicazione del Dreamcast e la sua capacità di connettività ed elevata versatilità nella lista "I 25 momenti più brillanti dell'epoca dell'intrattenimento elettronico". Peter Moore, capo della divisione nord-americana di SEGA nel periodo 1998–2002, ha reso omaggio a Dreamcast dichiarando di come le sue funzionalità online abbiano preparato il campo alle esperienze future, tra cui appunto il gioco in rete e cooperativo, e l'aggiunta di nuovi contenuti oltre a quelli presenti nel disco del gioco.
Anche le capacità tecniche del Dreamcast sono state oggetto di attenzione. Grazie all'utilizzo del particolare algoritmo Hidden Surface Removal, la console era in grado di costruire scene complesse ben oltre le sue capacità tecniche. Questa tecnica era affiancata da un sistema di gestione della profondità di campo degli scenari, detta Infinite Planes, più efficace e superiore alle comuni tecniche di z-buffer utilizzate dalle altre console. Inoltre nel 2000, Jason Rubin, uno dei fondatori di Naughty Dog, confermò che dal punto di vista dell'antialiasing la console SEGA era superiore a PlayStation 2. Come affermò la stessa redazione di IGN: «Quello che era stato promesso essere il sistema da gioco più potente al mondo [PlayStation 2], vedeva nel suo catalogo giochi con difetti grafici che non erano nemmeno lontanamente evidenti in sistemi meno potenti, come il Dreamcast». Benchmark grafici importanti raggiunti dalla console non erano rari, tra questi proprio Soulcalibur di Namco, originariamente pubblicato come videogioco arcade: ri-progettato per sfruttare l'hardware di Dreamcast, Namco aumentò la risoluzione del gioco a 640×480 pixels, utilizzando texture di alta qualità e aumentando il rendering grafico di picco fino a 700 000 poligoni al secondo.

## Specifiche tecniche
- Unità di elaborazione centrale:[71]
  - Hitachi RISC SuperH 4–32 bit @200 MHz[68][70]
  - 24 kB[N 1] cache di primo livello[70]
  - Litografia a 250 nm
  - Performance complessiva in MIPS: 360 MIPS[68][70]
  - Performance complessiva: 1,4 GFLOPS[70]
- Unità di elaborazione grafica:[72]
  - NEC ASIC PowerVR "Videologic CLX2" @100 MHz[68][70]
  - 1 pipeline grafica con 1 unità texel[68]
  - Fillrate in pixel da 100 megapixel al secondo[68]
  - Fillrate in texel da 100 megatexels al secondo[68][N 2]
  - Antialiasing[70]
  - Filtro lineare (bilineare e trilineare)[70]
  - Rendering grafico di picco pari a 3~3,5 milioni di poligoni a secco, 2 milioni con la maggior parte degli effetti applicati[70][73]
- Scheda audio:
  - Yamaha ASIC "AICA" @67 MHz[74]
    - ARM7–32 bit @45 MHz[70]
    - 64 canali ADPCM[70]
    - Campionamento @48 kHz[70]
    - Performance complessiva in MIPS: 40 MIPS[70]
    - DSP–embedded[70]
- Memoria:
  - 26 MB SDRAM di tipo non–unificata[68][70][75]
    - 16 MB principale @100 MHz / Banda @800 MB/s
    - 8 MB video @100 MHz / Banda @800 MB/s
    - 2 MB audio @67 MHz / Banda @134 MB/s
- Unità disco:[76]
  - GD-ROM da 1 GB[68][70] con velocità di trasmissione a 4,9~14,8 Mbit/s (4–12× CAV)[70][N 3]
  - Tempo di accesso massimo 350~600 ms
- Archiviazione:
  - Visual Memory Unit da 128 kB (200 blocchi)[N 4]
- Comunicazione:
  - Ethernet via modem analogico a 56 kbit/s (zona NTSC) o 33,6 kbit/s (zona PAL)[26]
- Uscite audio/video:[75][N 5]
  - SCART: 480i/480p (NTSC) - 576i (PAL/SÉCAM)
  - Video composito: 480i/480p (NTSC) - 576i (PAL/SÉCAM)

### Esplicative

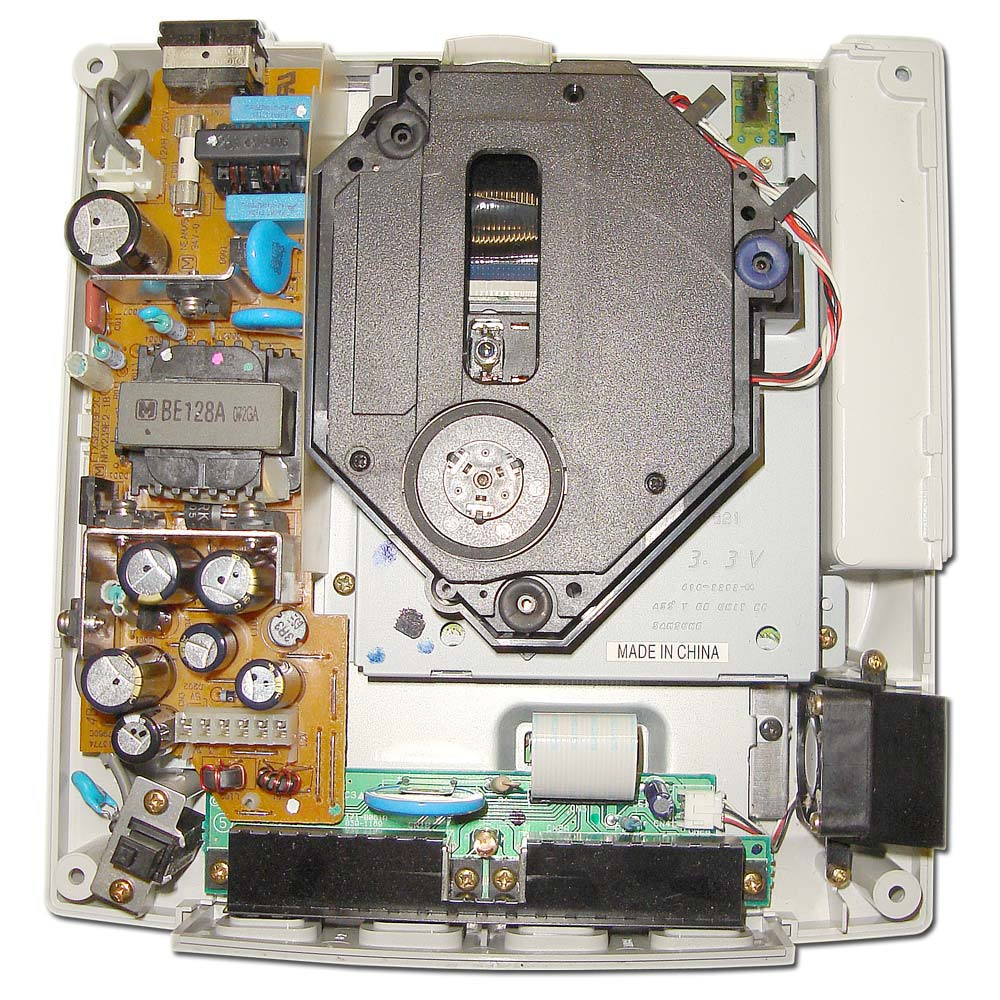
Sega Dreamcast VA1, senza la parte superiore della scocca

1. ↑  8 kB per le istruzioni, 16 kB per i dati.
2. ↑  100×1=100.
3. ↑  Equivalente a 612,5 kB/s~1,8 MB/s.
4. ↑  I blocchi in totale sarebbero 256, ma di 128 kB, 28 (56 blocchi) sono riservati al sistema operativo.
5. ↑  Il rapporto d'aspetto standard per l'uscita video è il 4:3, ma alcuni giochi permettevano tramite le impostazioni un'uscita video anamorfico e quindi rendere l'immagine a 16:9, pur mantenendo la stessa risoluzione d'uscita.[77]

### Fonti
1. 1 2 3  (EN) Sega Scraps the Dreamcast, su BBC News, 31 gennaio 2001. URL consultato il 22 agosto 2008.
2. 1 2  (EN) Peter Zackariasson e Timothy L. Wilson, Console Hardware: The Development of Nintendo Wii, in The Video Game Industry: Formation, Present State, and Future, Routledge, 2012,  p. 158, ISBN 978-1138803831.
3. ↑  (EN) Daniel Boutros, A Detailed Cross-Examination of Yesterday and Today's Best-Selling Platform Games, su Gamasutra, 4 agosto 2006. URL consultato il 14 novembre 2019 (archiviato dall'url originale il 25 agosto 2006).
4. ↑   Fabrizio Cirillo, Buon compleanno Dreamcast!, su Gamesurf, 27 novembre 2018. URL consultato il 25 dicembre 2018.
5. ↑   Dreamcast, in Play Generation, n. 67, Edizioni Master, giugno 2011,  p. 27, ISSN 1827-6105 (WC · ACNP).
6. 1 2 3  (EN) Mark J. P. Wolf, Sega Dreamcast, in The Video Game Explosion: A History from PONG to Playstation and Beyond, 2008,  p. 166.
7. ↑   Sega Dreamcast - Specifiche tecniche e accessori, su dreamcast.it. URL consultato il 14 novembre 2019 (archiviato dall'url originale il 1º ottobre 2020).
8. ↑   Mattia Ravanelli, Dreamcast 15 anni dopo, lo shock che ha cambiato tutto, su IGN, 9 settembre 2014. URL consultato il 14 novembre 2019.
9. ↑  (EN) Heidi Kemps, Forever Dreaming, su animenewsnetwork.com, Anime News Network, 14 settembre 2019. URL consultato il 15 settembre 2019.
10. ↑   Sega Mega Drive/Genesis, in Win Magazine, n. 272, Sprea Editori, dicembre 2020,  p. 69, ISSN 1128-5923 (WC · ACNP).
11. 1 2  (EN) Top 25 Game Consoles, su IGN, 2008. URL consultato il 10 ottobre 2014.
12. 1 2  (EN) Irivine Calif, GameSpy Reflects on the Top 25 Smartest Moments in the Interactive Entertainment Business, su Business Ware, 28 luglio 2003. URL consultato il 10 ottobre 2014.
13. ↑  (EN) Keith Stuart, Sega Saturn: how one decision destroyed PlayStation's greatest rival, su The Guardian, 14 maggio 2015. URL consultato il 14 novembre 2019.
14. ↑  (EN) Stephanie Strom, Sega Enterprises Pulls Its Saturn Video Console From the U.S. Market, su The New York Times, 14 marzo 1998. URL consultato il 14 novembre 2019.
15. 1 2 3 4  (EN) Damien McFerran, Hardware Classics: Sega Dreamcast, su Nintendo Life, 16 aprile 2015. URL consultato il 14 novembre 2019.
16. ↑  (EN) Sega's next system: Black Belt, in Next Generation, n. 32, Imagine Media, agosto 1997,  p. 18. URL consultato il 3 ottobre 2019.
17. 1 2 3 4 5 6 7 8  (EN) Douglass C. Perry, The Rise And Fall Of The Dreamcast, su Gamasutra, 9 settembre 2009. URL consultato il 18 luglio 2024 (archiviato dall'url originale il 19 dicembre 2021).
18. 1 2 3  (EN) Travis Fahs, IGN Presents the History of Dreamcast, su IGN, 9 settembre 2010. URL consultato il 14 novembre 2019.
19. ↑  (EN) Dreamcast, su Retro Gamer, 6 febbraio 2014. URL consultato il 14 novembre 2019.
20. ↑  (EN) FORM S-1 REGISTRATION STATEMENT UNDER THE SECURITIES ACT OF 1933 - 3DFX INTERACTIVE, INC. (TXT), su Securities and Exchange Commission, 17 aprile 1997. URL consultato il 14 novembre 2019.
21. ↑  (EN) GD-ROM Information, su CD Media World. URL consultato il 14 novembre 2019.
22. ↑  (JA) みるってなに？, su sega.co.jp, SEGA (archiviato dall'url originale il 10 gennaio 2001).
23. ↑  (EN) Microsoft, Sega Collaborate on Dreamcast: The Ultimate Home Video Game System, su Microsoft, 21 maggio 2008. URL consultato il 14 novembre 2019.
24. 1 2 3   Roberto Bertoni, C'era una volta il Dreamcast, su Eurogamer.it, 4 luglio 2009. URL consultato il 14 novembre 2019.
25. ↑  (EN) Grant Pardee, The Sega Dreamcast Was Weird, Fun, and Gone Too Soon, su VICE, 13 novembre 2014. URL consultato il 14 novembre 2019.
26. 1 2 3  Pettus.
27. ↑  (EN) Sega Dreamcast Console Variations, su Consolevariations.com. URL consultato il 14 novembre 2019 (archiviato dall'url originale il 22 marzo 2019).
28. ↑  (EN) John Szczepaniak, Interview with Katsutoshi Eguchi, in The Untold History of Japanese Game Developers, SMG Szczepaniak, 4 agosto 2014, ISBN 978-0992926021.
«Kenji Eno actually came up with the name Dreamcast, and the spiral logo. He submitted the name and design anonymously.»
29. ↑  Kent, p. 563.
30. ↑  (EN) Peter Bartholow, Godzilla Generations Review, su GameSpot, 18 dicembre 1998. URL consultato il 28 settembre 2017.
31. 1 2  (EN) The Definitive Dreamcast Launch Game Guide, su IGN, 10 settembre 1999. URL consultato il 14 novembre 2019.
32. ↑  Kent, p. 564.
33. ↑  (EN) Annual Report 2000 (PDF), su segasammy.co.jp, SEGA Corporation, 31 marzo 2000. URL consultato il 14 novembre 2019 (archiviato dall'url originale il 28 gennaio 2022).
34. ↑  (EN) Dreamcast beats Playstation record, su BBC News, 24 novembre 1999. URL consultato il 30 settembre 2017.
35. ↑  (EN) Dreamcast museum, su Chronic Games. URL consultato il 26 ottobre 2017 (archiviato dall'url originale il 3 agosto 2008).
36. ↑  (EN) Tom Charnock, A Closer Look At The Dreamcast Internet Starter Kit, su Dreamcast Junkyard, agosto 2017. URL consultato il 14 novembre 2019.
37. ↑  (EN) Bill Loguidice e Matt Barton, Sega Dreamcast, in Vintage Game Consoles, Focal Press, 2014,  p. 278.
38. ↑  (EN) Dreamcast VMU, su IGN, 13 agosto 1999. URL consultato il 14 novembre 2019.
39. ↑  (EN) Hack the Dreamcast Visual Memory Unit, su O'Reilly Media, ottobre 2014. URL consultato il 26 ottobre 2017 (archiviato dall'url originale il 29 agosto 2017).
40. ↑  (EN) Price Cut Leads to Surge in Dreamcast Sales, su Manjiro Works. URL consultato il 19 agosto 2008.
41. ↑  (EN) Dreamcast may be discontinued, Sega says, su USA TODAY, 24 gennaio 2001. URL consultato il 10 ottobre 2014.
42. 1 2   Dario Olivero, Game over per Dreamcast, la Sega lo ritira dal mercato, su la Repubblica, 24 gennaio 2001. URL consultato il 1º ottobre 2014.
43. ↑   Le sue rivali, in Play Generation, n. 66, Edizioni Master, maggio 2011,  p. 15, ISSN 1827-6105 (WC · ACNP).
44. ↑  (EN) 5 Controversial Console Price Cuts, su IGN, 29 luglio 2011. URL consultato il 10 ottobre 2014.
45. ↑  (EN) Peter Moore Interview: Part One, su The Guardian, 15 settembre 2008. URL consultato il 14 novembre 2019.
46. ↑   Francesco Muccino, QUAL È STATO L'ULTIMO GIOCO USCITO SU DREAMCAST? TORNIAMO AL 2007, su everyeye.it, 2024.
47. ↑  (EN) 20 anni di Dreamcast: una cosa mai vista, su TGcom24, 15 ottobre 2019. URL consultato il 26 gennaio 2024.
48. ↑  (EN) Dreamcast Twin Stick, su Sega Retro. URL consultato il 26 gennaio 2024.
49. ↑   A Quick Look At The Dreamcast Twin Stick Controller, su The Dreamcast Junkyard. URL consultato il 26 gennaio 2024.
50. ↑  (EN) IGNDC Talks Dreameye with Sega, su IGN, 6 marzo 2000. URL consultato il 1º dicembre 2014 (archiviato dall'url originale il 7 dicembre 2014).
51. ↑   Divers 2000 CX-1, su Sega Driven. URL consultato il 26 gennaio 2024.
52. ↑   Dreamcast Fishing Games: The Ultimate Guide, su The Dreamcast Junkyard. URL consultato il 26 gennaio 2024.
53. ↑   Dream Trance Rez Vibrator Video Review, su The Dreamcast Junkyard. URL consultato il 26 gennaio 2024.
54. ↑  (EN) Dev Kit Katana Dreamcast Release, su SEGA DREAMCAST INFO PRESERVATION GAMES. URL consultato il 26 gennaio 2024.
55. ↑   Sega Divers 2000 CX-1 Game Console & TV - Review and Teardown, su YouTube. URL consultato il 13 dicembre 2023.
56. ↑  (EN) List of 620 Sega Dreamcast games, su gamespot.com. URL consultato il 4 luglio 2021.
57. ↑  (EN) Games, su gamespot.com.
58. ↑   Ugo Laviano, Dreamcast, ecco i giochi, su la Repubblica. URL consultato il 14 novembre 2019.
59. ↑   Retrospettiva Sega Dreamcast (JPG), in Speciale The Games Machine, n. 5, Sprea, novembre 2007,  pp. 80-81, ISSN 1826-9117 (WC · ACNP).
60. ↑  (EN) The Top 25 Dreamcast games, in Retro Gamer, n. 70, Bournemouth, Imagine Publishing, novembre 2009,  pp. 62-66, ISSN 1742-3155 (WC · ACNP).
61. ↑  (EN) Shane Satterfield, Half-Life for the Dreamcast officially cancelled, su GameSpot, 15 giugno 2001. URL consultato il 10 ottobre 2014.
62. ↑  (EN) Half-Life (Dreamcast), su IGN. URL consultato il 10 ottobre 2014 (archiviato dall'url originale il 15 ottobre 2014).
63. ↑  (EN) System Shock 2 [Dreamcast - Cancelled], su Unseen 64, 11 giugno 2010. URL consultato il 10 ottobre 2014.
64. ↑   Half-Life Dreamcast, parla Randy Pitchford, su Gamesurf, 1º dicembre 2000. URL consultato il 10 ottobre 2014.
65. ↑  (EN) System Shock 2 ISO, su The Iso Zone. URL consultato il 10 ottobre 2014 (archiviato dall'url originale il 14 dicembre 2013).
66. ↑   Dario Rossi, Peter Moore ricorda il Dreamcast in occasione del suo quindicesimo anniversario, su Multiplayer.it, 10 settembre 2014. URL consultato il 10 ottobre 2014.
67. ↑   Roberto Bertoni, C'era una volta il Dreamcast • Pagina 5, su Eurogamer, 4 luglio 2009. URL consultato il 1º ottobre 2014.
«[...] la significativa capacità del Dreamcast di riuscire a elaborare scene complesse ben al di là delle capacità tecniche della console grazie all'algoritmo di Hidden Surface Removal»
68. 1 2 3 4 5 6 7 8 9  (EN) Console Comparison - DC vs GC vs Xbox, su SEGATech.com. URL consultato il 14 novembre 2019 (archiviato dall'url originale il 14 novembre 2016).
69. 1 2  (EN) PS2: Aliased No More, su IGN, 30 giugno 2000.
70. 1 2 3 4 5 6 7 8 9 10 11 12 13 14 15 16 17  (EN) Console Specs, su Angelfire. URL consultato il 14 novembre 2019.
71. ↑  SEGA, p. 7.
72. ↑  SEGA, pp. 12-28.
73. ↑  SEGA, p. 3.
74. ↑  SEGA, pp. 29-32.
75. 1 2  SEGA, pp. 5-6.
76. ↑  SEGA, p. 34.
77. ↑   Anamorphic widescreen, su Sega Retro. URL consultato il 26 gennaio 2024.